# Santa Inés Yatzeche
Santa Inés Yatzeche là một đô thị thuộc bang Oaxaca, México. Năm 2005, dân số của đô thị này là 975 người.